# انتونیو مویانو
انتونیو مویانو (انگلیسی: Antonio Moyano؛ زادهٔ ۱۳ ژوئیهٔ ۲۰۰۰) بازیکن فوتبال اهل اسپانیا است.
از باشگاه‌هایی که در آن بازی کرده‌است می‌توان به باشگاه فوتبال کوردوبا اشاره کرد.